# My Love: Essential Collection
My Love: Essential Collection è un greatest hits dell'artista canadese Céline Dion. È stato pubblicato dalla Columbia Records il 28 ottobre 2008 come seguito della sua precedente compilation in lingua inglese, All the Way ... A Decade of Song (1999). Prima di pubblicare My Love: Essential Collection, la Dion aveva già venduto oltre 200 milioni di album in tutto il mondo. Nelle note di copertina dell'album, ha dedicato questa raccolta di canzoni, registrate tra il 1990 e il 2008, ai suoi fan che l'hanno supportata nel corso degli anni. My Love: Essential Collection è stato pubblicato come unico CD composto dai singoli di maggior successo della cantante, tra cui: My Heart Will Go On, Because You Loved Me e The Power of Love. L'edizione che include il doppio CD, intitolata My Love: Ultimate Essential Collection, è stata ulteriormente ampliata per includere alcuni brani rari che non sono mai apparsi sui suoi album. Entrambe le edizioni includono una traccia inedita, There Comes a Time. L'album non è stato distribuito in Giappone perché la Sony Music Entertainment decise di pubblicare una compilation differente intitolata Complete Best.
My Love: Essential Collection ha ricevuto un responso positivo da parte della critica. L'album è salito cima alle classifiche di Olanda, Belgio e Irlanda, oltre alla classifica delle compilation in Francia. My Love: Essential Collection ha debuttato alla numero due in Canada, alla numero cinque nel Regno Unito e alla numero otto negli Stati Uniti, ottenendo un triplo disco di platino nel Regno Unito, un doppio platino in Canada e Irlanda, un platino in Belgio e un disco d'oro in Messico, Finlandia, Nuova Zelanda e Ungheria. Il primo singolo dell'album, My Love, è una canzone semi-autobiografica scritta per Céline da Linda Perry, originariamente disponibile sull'ultimo album di inediti, Taking Chances (2007). In Francia, come singolo promozionale, fu pubblicata la versione remix di I'm Alive. A luglio 2011, My Love: Ultimate Essential Collection è stata ripubblicata con gli stessi brani della versione Essential, dalla Sony.

## Antefatti
Cèline Dion salì sul palcoscenico per la sua performance finale di A New Day... il 15 dicembre 2007. Lo spettacolo di Las Vegas che era stato visto da quasi tre milioni di spettatori in 717 spettacoli dalla sua prima apparizione nel marzo 2003, giunse al termine. Il 14 febbraio 2008, Céline intraprese il tour mondiale per promuovere l'ultimo album di inediti, l'ultima volta che attraversò il mondo con una tournée fu oltre nove anni prima. La Dion durante i suoi concerti eseguì i suoi più grandi successi insieme alle canzoni di Taking Chances. Il Taking Chances World Tour fece il tutto esaurito in ogni stadio e in ogni arena, dove si è tenuto. Alla fine di febbraio 2009, la cantante aveva attraversato cinque continenti, ventitré paesi e novantatré città, in rotta per suonare per un pubblico di oltre tre milioni di persone. Il 27 agosto 2008, il sito web ufficiale di Céline Dion annunciò l'uscita di un nuovo album di grandi successi che sarebbe stato pubblicato nell'ottobre 2008. Il 5 settembre 2008, fu rivelato che l'album sarebbe stato disponibile in due formati: un'edizione composta da un disco, intitolata My Love: Essential Collection e un'edizione doppio disco intitolata My Love: Ultimate Essential Collection; la tracklist fu pubblicata l'11 settembre 2008. My Love, brano pubblicato originariamente in Taking Chances, fu confermato come primo singolo promozionale in un comunicato stampa ufficiale del 22 settembre 2008. My Love: Essential Collection presenta una versione dal vivo della canzone, presentata in anteprima il 17 settembre 2008 mentre il videoclip dal vivo fu rilasciato sette giorni dopo. Il testo dell'unica traccia inedita dell'album, There Comes a Time fu pubblicato il 7 ottobre 2008 sul sito web ufficiale della Dion e un estratto della canzone fu pubblicato il 23 ottobre 2008.
La copertina di My Love: Essential Collection presenta la Dion in primo piano, dove indossa una camicetta bianca con una macchina fotografica nera appesa al collo. Lo sfondo della copertina è costituito da immagini bianche e viola sfocate, con il nome della cantante e il titolo dell'album scritto in caratteri bianchi. La fotografia è stata scattata da Denise Truscello e inquadrata in uno studio di Los Angeles nel 2007. La Dion fu molto grata di lavorare con Truscello e descrisse positivamente la loro esperienza professionale: "Tra tutte le persone con cui ho lavorato, è la migliore in assoluto, ho lavorato con lei per sei anni ed è sempre gentile con tutti. Super, super gentile."

## Contenuti
My Love: Essential Collection presenta diciassette brani nella versione nord americana mentre in quella europea sono presenti diciotto tracce. La prima versione include i singoli saliti alla numero uno della Billboard Hot 100: The Power of Love, Because You Loved Me, My Heart Will Go On e I'm Your Angel. La versione europea contiene il singolo numero del Regno Unito, Think Twice.
L'edizione con doppio CD, intitolata My Love: Ultimate Essential Collection è stata pubblicata contemporaneamente all'edizione standard. È un album di ventisette singoli presenti nella versione nord americana e trentasei singoli in quella europea. My Love: Ultimate Essential Collection rilasciata negli Stati Uniti contiene tre rare canzoni mai pubblicate su un album della Dion: (You Make Me Feel Like) A Natural Woman (dall'album Tapestry Revisited: A Tribute to Carole King), Dance with My Father (da So Amazing: An All-Star Tribute to Luther Vandross), e I Knew I Loved You (da We All Love Ennio Morricone). La versione europea include anche i singoli di successo in Europa.
Nel luglio 2011, l'album fu ripubblicato come parte della serie The Essential, che presenta la tracklist statunitense o europea (a seconda del paese di rilascio). Un'edizione limitata, intitolata The Essential 3.0, fu distribuita esclusivamente negli Stati Uniti il 29 agosto 2011. È stata ampliata con un terzo CD bonus contenente sette brani, tra cui versioni alternative di Think Twice e Only One Road.

## Singoli
My Love: Essential Collection fu pubblicato mentre la Dion era impegnata con il suo Taking Chances World Tour. Durante il suo concerto a Stoccolma, in Svezia, il 7 giugno 2008, registrò una versione live di My Love, che fu confermata come primo singolo estratto dalla compilation. La canzone fu presentata in anteprima alle radio il 22 settembre 2008 e il giorno successivo fu rilasciato come singolo digitale, accompagnato da un video musicale dal vivo. Chuck Taylor, redattore capo di Billboard, dichiarò che My Love fu una scelta ispirata dall'album e si complimentò con la composizione di Linda Perry e la distribuzione della canzone della Dion, definendola una ballad altamente emotiva sul dolore e l'incertezza. Dopo che My Love debuttò nella classifica Billboard Adult Contemporary, Céline divenne l'artista con più hit adult contemporary presenti in classifica degli anni 2000; My Love fu la sua sedicesima ad entrare in classifica. La canzone raggiunse ila quindicesima posizione della classifica.
Il singolo successivo fu I'm Alive in versione remixata da Laurent Wolf e distribuito nell'ottobre del 2008 alle radio francesi; questo brano fu il primo singolo per promuovere l'album in Francia. Nel gennaio 2009, i nuovi remix di I'm Alive, prodotti da Maurice Joshua sono stati inviati nei club degli Stati Uniti e raggiunsero la numero trentacinque della classifica Hot Dance Songs. I'm Alive fu originariamente pubblicato come singolo promozionale dell'album A New Day Has Come nel 2002 e raggiunse la posizione numero sette in Francia e la numero sei nella classifica Billboard Adult Contemporary.

## Promozione
La performance di My Love fu trasmessa per la prima volta in televisione il 31 agosto 2008, durante la 43ª edizione del MDA Labor Day Telethon. Il 28 ottobre 2008, fu dedicata una puntata del The Oprah Winfrey Show alla Dion, oltre ai diversi percorsi di ispirazione dei genitori e dei loro bambini, che hanno sofferto di molte malattie. Céline Dion fu protagonista dello speciale televisivo Miracle Children with Celine Dion in occasione delle lotte personali e delle difficoltà che stavano affrontando al momento del parto. Verso la fine dello speciale, Céline eseguì My Love. Il giorno seguente, la Dion fu costretta a riprogrammare il suo concerto del 30 ottobre a Minneapolis, così come molti altri nel novembre 2008, citando la malattia come causa per i rinvii. Il 1º dicembre 2008, eseguì My Love al The Tonight Show with Jay Leno. Il 13 dicembre 2008, il suo sito web ufficiale pubblicò una clip dietro le quinte della Dion nelle sessioni di registrazione della canzone There Comes a Time. Il Taking Chances World Tour si concluse il 26 febbraio e il 1º marzo 2009, la Dion tenne la sua ultima performance pubblica a Star Académie in Canada, cantando un medley delle sue più famose canzoni in francese e in inglese insieme ai concorrenti. Dopo la performance, Céline iniziò il suo ritiro temporaneo dall'industria musicale, al fine di concentrare il tempo sulla sua famiglia e concepire un altro bambino. A parte le numerose apparizioni televisive, My Love fu eseguito durante il Taking Chances World Tour della Dion, a partire dal suo concerto a Seoul il 18 marzo 2008. My Love fu incluso più tardi nel Taking Chances World Tour: The Concert, pubblicato su DVD e CD nell'aprile 2010.

## Recensioni da parte della critica
Stephen Thomas Erlewine, direttore di AllMusic, definì My Love: Essential Collection un risarcimento per All the Way ... A Decade of Song (1999), concentrato più sulle nuove registrazioni a scapito delle hit. Secondo lui, My Love: Essential Collection "si adatta bene al progetto per quegli ascoltatori che sono alla ricerca di una panoramica dei due decenni di Céline Dion come superstar internazionale, in quanto ha tutti i suoi grandi successi adult contemporray". Erlewine notò anche che, "sebbene la Dion abbia avuto più successi nei dieci anni da All the Way ... A Decade of Song, a parte la cover di I Drove All Night di Roy Orbison, quasi nessuno dei suoi successi del nuovo millennio è memorabile come i suoi singoli degli anni '90".

## Successo commerciale
My Love: Essential Collection debuttò alla numero otto della Billboard 200, diventando l'undicesimo album della Dion ad entrare nella top ten della classifica, con vendite per la prima settimana di 57 000 copie. Nella Canadian Albums Chart, My Love: Essential Collection debuttò alla numero due, con vendite di 17 700 copie, e la settimana successiva l'album scese in terza posizione, vendendo altre 11 000 copie. Alla sua terza settimana, My Love: Essential Collection scese alla umero sei, e nel gennaio 2009 fu certificato doppio disco di platino dalla CRIA, per aver venduto 160 000 copie.
Nel Regno Unito, l'album debuttò alla numero cinque, vendendo 42 411 copie e fu certificato tre volte disco di platino per vendite di oltre 900.000 unità. In Irlanda, l'album debuttò in prima posizione e ottenne il doppio platino nel 2008. My Love: Essential Collection si rivelò molto popolare in questi due paesi, rientrando nelle classifiche dal 2009 al 2017. L'album debuttò al primo posto anche in Francia e nei Paesi Bassi, rimanendovi per due settimane in entrambi i paesi. My Love: Essential Collection fu anche in cima alla classifica delle Fiandre belghe e raggiunse la top ten di molti paesi europei, raggiungendo la numero sei della European Top 100 Albums. L'album raggiunse la top ten in Nuova Zelanda e Messico.
L'album ottenne molte certificazioni d'oro, platino e multi-platino in molti paesi come il Belgio, il Messico, la Finlandia, la Nuova Zelanda e l'Ungheria. In tutto il mondo, My Love: Essential Collection divenne il quarantaduesimo album più venduto del 2008, secondo l'IFPI. Inoltre, la Sony Music rilasciò The Essential nel 2011, con la stessa tracklist ed ottenne la certificazione d'argento dalla BPI nel Regno Unito.

## Tracce

### My Love: Essential Collection(Nord America)
1. Where Does My Heart Beat Now – 4:33 (Robert White Johnson, Taylor Rhodes)
2. Beauty and the Beast (feat. Peabo Bryson) – 4:04 (Alan Menken, Howard Ashman)
3. If You Asked Me To – 3:55 (Diane Warren)
4. The Power of Love (Radio Edit) – 4:49 (Gunther Mende, Candy DeRouge, Jennifer Rush, Mary Susan Applegate)
5. My Love (Live Version) – 5:04 (Linda Perry)
6. Because You Loved Me – 4:35 (Warren)
7. The Power of the Dream – 4:30 (David Foster, Babyface, Linda Thompson)
8. It's All Coming Back to Me Now – 7:37 (Jim Steinman)
9. All by Myself – 5:08 (Eric Carmen, Sergei Rachmaninoff)
10. My Heart Will Go On – 4:41 (James Horner, Will Jennings)
11. I'm Your Angel (feat. R. Kelly) – 5:31 (Kelly)
12. That's the Way It Is – 4:03 (Max Martin, Kristian Lundin, Andreas Carlsson)
13. A New Day Has COme (Radio Remix) – 4:23 (Aldo Nova, Stephan Moccio)
14. I'm Alive – 3:30 (Lundin, Carlsson)
15. I Drove All Night – 4:00 (Billy Steinberg, Tom Kelly)
16. Taking Chances – 4:07 (Kara DioGuardi, Dave Stewart)
17. There Comes a Time – 4:03 (Jörgen Elofsson, Elizabeth Rodrigues)

### My Love: Essential Collection(Europa)
La versione europea dell'album presenta una track list diversa rispetto alla versione nord americana, la quale include una traccia in meno.
1. My Heart Will Go On – 4:41 (Horner, Jennings)
2. Think Twice – 4:48 (Andy Hill, Peter Sinfield)
3. It's All Coming Back to Me Now (Radio Edit 1) – 5:20 (Steinman)
4. A New Day Has Come (Radio Remix) – 4:23 (Nova, Moccio)
5. My Love (Live Version) – 5:04 (Perry)
6. Taking Chances – 4:07 (DioGuardi, Stewart)
7. That's the Way It Is – 4:03 (Martin, Lundin, Carlsson)
8. The Power of Love – 4:49 (Mende, DeRouge, Rush, Applegate)
9. Because You Loved Me – 4:35 (Warren)
10. Tell Him (feat. Barbra Streisand) – 4:51 (Thompson, Afanasieff, Foster)
11. Falling into You – 4:18 (Steinberg, Rick Nowels, Marie-Claire D'Ubaldo)
12. I Drove All Night – 4:00 (Steinberg. Kelly)
13. I'm Alive – 3:30 (Lundin, Carlsson)
14. All by Myself (Edited Single Version) – 4:00 (Carmen. Rachmaninoff)
15. Alone – 3:23 (Steinberg, Kelly)
16. Immortality (feat. Bee Gees) – 4:12 (Barry Gibb, Robin Gibb, Maurice Gibb)
17. Beauty and the Beast (feat. Peabo Bryson) – 4:04 (Menken, Ashman)
18. There Comes a Time – 4:03 (Elofsson, Rodrigues)

### My Love: Essential Collection(Francia)
Anche questa versione ha una track list diversa rispetto alle altre due versioni della compilation.
1. The Power of Love (Radio Edit) – 4:49 (Mende, DeRouge, Rush, Applegate)
2. Falling into You – 4:18 (Steinberg, Nowels, D'Ubaldo)
3. Because You Loved Me – 4:35 (Warren)
4. It's All Coming Back to Me Now (Radio Edit) – 5:20 (Steinman)
5. My Love (Live Version) – 5:04 (Perry)
6. All by Myself (Edited Single Version) – 4:00 (Carmen, Rachmaninoff)
7. Tell Him (feat. Barbra Streisand) – 4:51 (Thompson, Afanasieff, Foster)
8. My Heart Will Go On – 4:41 (Horner, Jennings)
9. Immortality (feat. Bee Gees) – 4:12 (B. Gibb, R. Gibb, M. Gibb)
10. That's the Way It Is – 4:03 (Martin, Lundin, Carlsson)
11. A New Day Has Come (Radio Remix) – 4:23 (Nova, Moccio)
12. I'm Alive – 3:30 (Lundin, Carlsson)
13. Ten Days – 3:37 (Nova, Maxime Le Forestier, Gérald de Palmas)
14. I Drove All Night – 4:00 (Steinberg, Kelly)
15. Taking Chances – 4:07 (DioGuardi, Stewart)
16. There Comes a Time – 4:03 (Elofsson, Rodrigues)
17. One Heart – 3:24 (Shanks, DioGuardi)

### My Love: Ultimate Essential Collection(Nord America)
Questa nuova edizione dell'album raccolta di Céline Dion contiene un doppio CD con tutte le tracce della versione Essential. L'edizione The Essential 3.0 pubblicata il 30 agosto 2011 include un triplo CD.

#### CD 1
1. Where Does My Heart Beat Now – 4:33 (Johnson, Rhodes)
2. Beauty and the Beast (feat. Peabo Bryson) – 4:04 (Menken, Ashman)
3. If You Asked Me To – 3:55 (Warren)
4. Love Can Move Mountains (New Edit) – 4:01 (Warren)
5. My Love (Live Version) – 5:04 (Perry)
6. The Power of Love (Radio Edit) – 4:49 (Mende, DeRouge, Rush, Applegate)
7. (You Make Me Feel Like) A Natural Woman – 3:40 (Gerry Goffin, Carole King, Jerry Wexler)
8. Because You Loved Me – 4:35 (Warren)
9. The Power of the Dream – 4:30 (Foster, Babyface, Thompson)
10. It's All Coming Back to Me Now – 7:37 (Steinman)
11. All by Myself – 5:08 (Carmen, Rachmaninoff)
12. Pour que tu m'aimes encore – 4:14 (Jean-Jacques Goldman)
13. Tell Him (feat. Barbra Streisand) – 4:51 (Thompson, Afanasieff, Foster)

#### CD 2
1. My Heart Will Go On – 4:41 (Horner, Jennings)
2. To Love You More (Radio Edit) – 4:42 (Foster, Junior Miles)
3. River Deep, Mountain High – 4:10 (Ellie Greenwich, Jeff Barry, Phil Spector)
4. I'm Your Angel (feat. R. Kelly) – 5:31 (Kelly)
5. The Prayer (feat. Andrea Bocelli) – 4:29 (Carole Bayer Sager, Foster, Alberto Testa, Tony Renis)
6. That's the Way It Is – 4:03 (Martin, Lundin, Carlsson)
7. A New Day Has Come (Radio Remix) – 4:23 (Nova, Moccio)
8. I'm Alive – 3:30 (Lundin, Carlsson)
9. I Drove All Night – 4:00 (Steinberg, Kelly)
10. Taking Chances – 4:07 (DioGuardi, Stewart)
11. There Comes a Time – 4:03 (Elofsson, Rodrigues)
12. Dance with My Father – 4:38 (Luther Vandross, Richard Marx)
13. I Knew I Loved You – 4:31 (Ennio Morricone, Alan Bergman, Marilyn Bergman)
14. My Love (Radio Version) – 4:09 (Perry) – (hidden track)

#### CD 3 (disponibile solo nell'edizioneThe Essential 3.0)
1. Alone – 3:23 (Steinberg, Kelly)
2. Us – 5:46 (Billy Pace)
3. The Reason – 5:01 (King, Mark Hudson, Greg Wells)
4. Think Twice (Alternate Version) – 4:28 (Hill, Sinfield)
5. When I Fall in Love (feat. Clive Griffin) – 4:21 (Edward Heyman, Victor Young)
6. I Surrender – 4:49 (Louis Biancaniello, Sam Watters)
7. Only One Road (Alternate Version) – 4:49 (Peter Zizzo)

### My Love: Ultimate Essential Collection(Europa)
La versione europea di questa edizione include 36 tracce rispetto alla versione nord americana che ne contiene 27. La versione presente su iTunes include cinque tracce bonus remixate da vari produttori e remixer.

#### CD 1
1. My Heart Will Go On – 4:41 (Horner, Jennings)
2. Think Twice – 4:48 (Hill, Sinfield)
3. It's All Coming Back to Me Now (Radio Edit 1) – 5:20 (Steinman)
4. A New Day Has Come (Radio Remix) – 4:23 (Nova, Moccio)
5. My Love (Live Version) – 5:04 (Perry)
6. Taking Chances – 4:07 (DioGuardi, Stewart)
7. That's the Way It Is – 4:03 (Martin, Lundin, Carlsson)
8. The Power of Love – 4:49 (Mende, DeRouge, Rush, Applegate)
9. Because You Loved Me – 4:35 (Warren)
10. Tell Him (feat. Barbra Streisand) – 4:51 (Thompson, Afanasieff, Foster)
11. Falling into You – 4:18 (Steinberg, Nowels, D'Ubaldo)
12. I Drove All Night – 4:00 (Steinberg. Kelly)
13. I'm Alive – 3:30 (Lundin, Carlsson)
14. All by Myself (Edited Single Version) – 4:00 (Carmen. Rachmaninoff)
15. Alone – 3:23 (Steinberg, Kelly)
16. Immortality (feat. Bee Gees) – 4:12 (B. Gibb, R. Gibb, M. Gibb)
17. Beauty and the Beast (feat. Peabo Bryson) – 4:04 (Menken, Ashman)
18. There Comes a Time – 4:03 (Elofsson, Rodrigues)

#### CD 2
1. River Deep, Mountain High – 4:10 (Greenwich, Barry, Spector)
2. One Heart – 3:24 (Shanks, DioGuardi)
3. I'm Your Angel (feat. R. Kelly) – 5:31 (Kelly)
4. Only One Road – 4:49 (Zizzo)
5. Pour que tu m'aimes encore – 4:14 (Goldman)
6. You and I – 4:05 (Nova, Jacques Duval)
7. To Love You More (Radio Edit) – 4:42 (Foster, Miles)
8. Eyes on Me – 3:53 (Lundin, Savan Kotecha, Delta Goodrem)
9. Have You Ever Been in Love – 4:08 (Anders Bagge, Åström, Tom Nichols, Daryl Hall, Laila Bagge Wahlgren)
10. The Reason – 5:01 (King, Hudson, Wells)
11. Seduces Me – 3:46 (Dan Hill, John Sheard)
12. The First Time Ever I Saw Your Face – 4:09 (Ewan MacColl)
13. Dance with My Father – 4:38 (Vandross, Marx)
14. Misled – 3:30 (Zizzo, Jimmy Bralower)
15. Love Can Move Mountains (New Edit) – 4:01 (Warren)
16. Call the Man – 6:08 (Hill, Sinfield)
17. Goodbye's (The Saddest Word) – 5:19 (Robert John "Mutt" Lange)
18. The Prayer (feat. Andrea Bocelli) – 4:29 (Foster, Sager, Testa, Renis)

#### iTunes bonus tracks
1. My Heart Will Go On (Tony Moran's Anthem Vocal Mix) – 9:43 (Horner, Jennings)
2. That's the Way It Is (The Metro Club Remix) – 5:29 (Martin, Lundin, Carlsson)
3. I Drove All Night (Hex Hector Extended Vocal Import Mix) – 7:55 (Steinberg, Kelly)
4. I Want You to Need Me (Thunderpuss Radio Mix) – 4:33 (Warren)
5. Misled (MK's History Remix) – 6:41 (Zizzo, Bralower)

### My Love: Ultimate Essential Collection(Francia)

#### CD 1
1. Where Does My Heart Beat Now – 4:33 (Johnson, Rhodes)
2. Beauty and the Beast (feat. Peabo Bryson) – 4:04 (Menken, Ashman)
3. If You Asked Me To – 3:55 (Warren)
4. Love Can Move Mountains (New Edit) – 4:01 (Warren)
5. My Love (Live Version) – 5:04 (Perry)
6. The Power of Love (Radio Edit) – 4:49 (Mende, DeRouge, Rush, Applegate)
7. Pour que tu m'aimes encore – 4:14 (Goldman)
8. (You Make Me Feel Like) A Natural Woman – 3:40 (Goffin, King, Wexler)
9. Because You Loved Me – 4:35 (Warren)
10. Falling into You – 4:18 (Steinberg, Nowels, D'Ubaldo)
11. The Power of the Dream – 4:30 (Foster, Babyface, Thompson)
12. It's All Coming Back to Me Now – 7:37 (Steinman)
13. All by Myself – 5:08 (Carmen, Rachmaninoff)
14. River Deep, Mountain High – 4:10 (Greenwich, Barry, Spector)
15. Tell Him (feat. Barbra Streisand) – 4:51 (Thompson, Afanasieff, Foster)

#### CD 2
1. My Heart Will Go On – 4:41 (Horner, Jennings)
2. To Love You More (Radio Edit) – 4:42 (Foster, Miles)
3. Immortality (feat. Bee Gees) – 4:12 (B. Gibb, R. Gibb, M. Gibb)
4. I'm Your Angel (feat. R. Kelly) – 5:31 (Kelly)
5. The Prayer (feat. Andrea Bocelli) – 4:29 (Sager, Foster, Testa, Renis)
6. That's the Way It Is – 4:03 (Martin, Lundin, Carlsson)
7. A New Day Has Come (Radio Remix) – 4:23 (Nova, Moccio)
8. I'm Alive – 3:30 (Lundin, Carlsson)
9. Ten Days – 3:37 (Nova, Forestier, Palmas)
10. I Drove All Night – 4:00 (Steinberg, Kelly)
11. One Heart – 3:24 (Shanks, DioGuardi)
12. Taking Chances – 4:07 (DioGuardi, Stewart)
13. There Comes a Time – 4:03 (Elofsson, Rodrigues)
14. Dance with My Father – 4:38 (Vandross, Marx)
15. I Knew I Loved You – 4:31 (Morricone, A. Bergman, M. Bergman)

## Classifiche

### Classifiche settimanali
| Classifica (2008)     | Posizione massima |
| --------------------- | ----------------- |
| Australia             | 24                |
| Austria               | 37                |
| Belgio Fiandre        | 1                 |
| Belgio Vallonia       | 3                 |
| Canada                | 2                 |
| Repubblica Ceca       | 24                |
| Danimarca             | 4                 |
| Paesi Bassi           | 1                 |
| Europa                | 6                 |
| Finlandia             | 11                |
| Francia (compilation) | 1                 |
| Germania              | 24                |
| Ungheria              | 8                 |
| Irlanda               | 1                 |
| Italia                | 21                |
| Messico               | 9                 |
| Nuova Zelanda         | 10                |
| Polonia               | 24                |
| Portogallo            | 6                 |
| Spagna                | 80                |
| Svezia                | 6                 |
| Svizzera              | 9                 |
| Regno Unito           | 5                 |
| Stati Uniti           | 8                 |

### Classifiche annuali
| Classifica (2008)     | Posizione |
| --------------------- | --------- |
| Belgio Fiandre        | 39        |
| Belgio Vallonia       | 60        |
| Paesi Bassi           | 19        |
| Finlandia             | 9         |
| Francia (compilation) | 27        |
| Ungheria              | 38        |
| Irlanda               | 17        |
| Messico               | 78        |
| Mondo                 | 42        |
| Regno Unito           | 20        |
| Classifica (2009)     | Posizione |
| Belgio Fiandre        | 32        |
| Belgio Vallonia       | 74        |
| Canada                | 28        |
| Paesi Bassi           | 36        |
| Europa                | 74        |
| Ungheria              | 60        |
| Messico               | 69        |
| Stati Uniti           | 159       |
| Classifica (2010)     | Posizione |
| Regno Unito           | 134       |
| Classifica (2011)     | Posizione |
| Regno Unito           | 86        |